# Poor Little Fool/Don't Leave Me This Way
Poor Little Fool/Don't Leave Me This Way è un singolo del cantautore e attore statunitense Ricky Nelson, pubblicato nel 1958. 

## Il disco
Il brano sul lato A Poor Little Fool, scritto dalla cantautrice Sharon Sheeley quando aveva quindici anni, fu registrato il 17 aprile 1958 al Master Recorders di Hollywood, California mentre il retro Don't Leave Me This Way, scritto da Ricky Nelson, venne registrato il 21 aprile 1958 sempre al Master Recorders di Hollywood, California.
Entrambi i brani sono contenuti nell'album eponimo Ricky Nelson. 
Fu il primo disco in assoluto classificato alla posizione numero uno della Billboard Hot 100, il 4 agosto 1958.

## Tracce
LATO A
1. Poor Little Fool – 2:29 (Sharon Sheeley; edizioni musicali Eric Music, Inc.)

LATO B
1. Don't Leave Me This Way – 2:24 (Ricky Nelson; edizioni musicali Eric Music, Inc.)

## Formazione
- Ricky Nelson - voce, chitarra ritmica
- James Burton - chitarra solista
- Gene Garff - pianoforte
- James Kirkland / George DeNaut - contrabbasso
- Richie Frost - batteria
- The Jordanaires - accompagnamento vocale, cori (registrato in sovraincisione in seguito)

## Classifiche
| Classifica (1958) | Posizione massima |
| ----------------- | ----------------- |
| Regno Unito       | 4                 |
| Stati Uniti       | 1                 |